# アルタモン・マトヴェーエフ

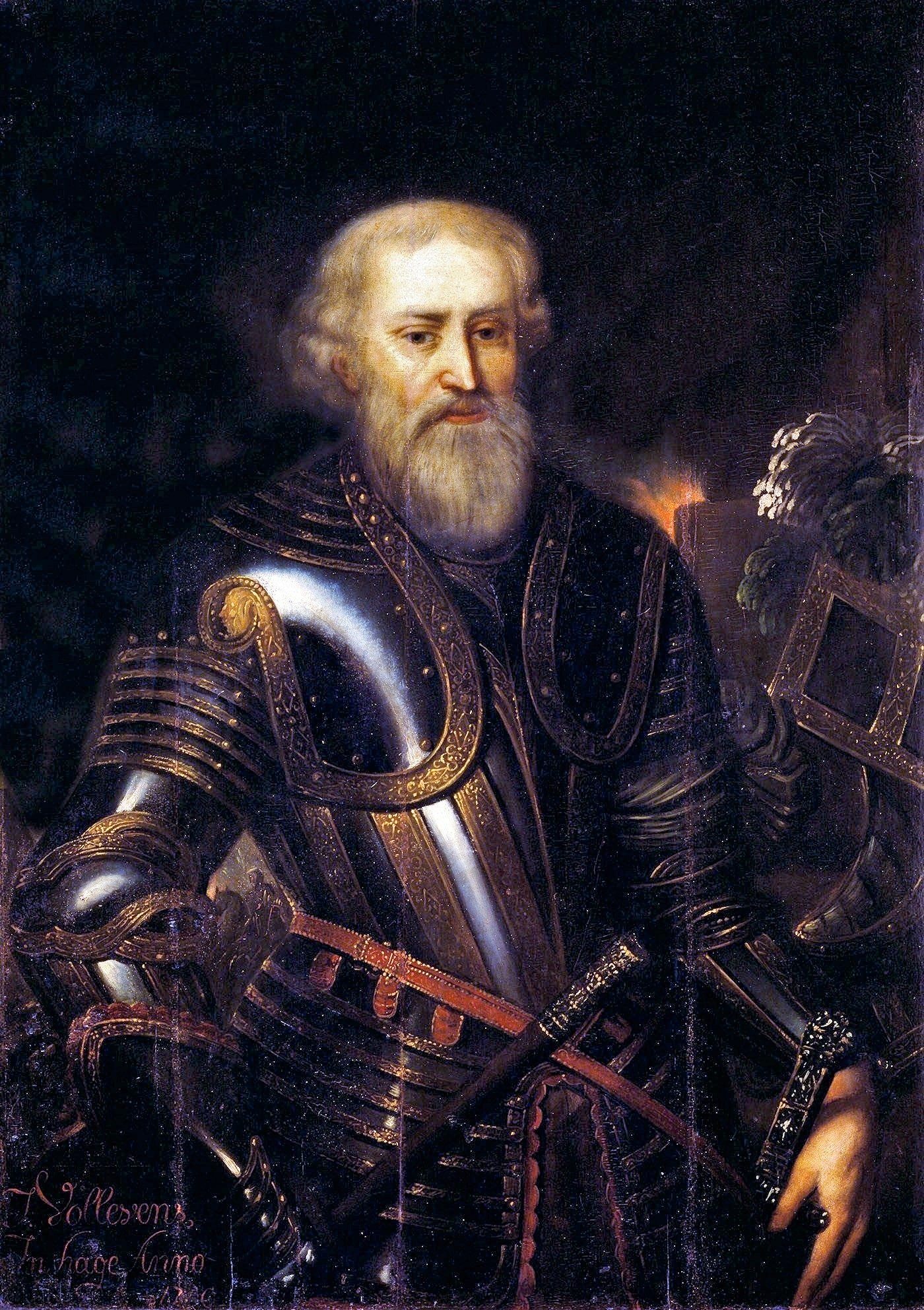
アルタモン・セルゲーエヴィチ・マトヴェーエフ

アルタモン・セルゲーエヴィチ・マトヴェーエフ（ロシア語: Артамо́н Серге́евич Матве́ев、1625年 - 1682年5月25日）は、ロシア・ツァーリ国の政治家、外交官。

## 生涯
セルゲイ・マトヴェーエフの息子として生まれ、早くから宮廷に入った。1671年までにツァーリのアレクセイと親しい間柄になり、アファナシー・オルディン＝ナシチョーキンが引退するとアレクセイの主任顧問官になった。アレクセイは先妻マリヤ・ミロスラフスカヤが死去した後、ナタリヤ・ナルイシキナと出会ったのがマトヴェーエフの家であり、アレクセイは1671年1月21日にナタリヤと再婚した。同年末にオコーリニチー（側用人）に昇進、1674年9月1日にはボヤールに昇進した。以降アレクセイの死去までマトヴェーエフは影響力を保ち、西洋の演劇などをロシアに導入した。
1676年にアレクセイが死去すると、その息子フョードル3世が病弱だったためマトヴェーエフはアレクセイのもう1人の息子ピョートル（4歳）をツァーリを据えようと着想した。彼は賄賂でストレリツィの忠誠を買うと、ボヤールの会議でフョードル3世の病気で統治が不可能と述べ、ピョートルをツァーリにするよう求めた。しかし反動的なボヤールはそのままフョードル3世の即位を認め、マトヴェーエフはプストジェルスクに追放された。
1682年4月27日にフョードル3世が死去すると、ピョートルがピョートル1世として即位した。ピョートル1世の名前で発された最初のウカス（勅令）はマトヴェーエフにモスクワに戻ってナタリヤ・ナルイシキナの顧問になる命令であり、マトヴェーエフは勅令に従い、5月15日にモスクワに到着した。しかし、反ピョートル派がストレリツィの反乱を煽ったため、マトヴェーエフはストレリツィの説得に向かい、一時は成功するように見えたが結局殺害された。

## 評価
ブリタニカ百科事典第11版はマトヴェーエフを「ピョートル1世以前で最も偉大」としている。卑しい出自だったが、同時代の多くのロシア人と比べて多くの新しい事物に触れ、作者としても一定の名声があったという。